# Four of a Kind
Four of a Kind – niezależny film australijski z 2008 roku, pełnometrażowy debiut reżyserski Fiony Cochrane, ekranizacja sztuki teatralnej Helen Collins zatytułowanej Disclosure.

## Fabuła
Cztery kobiety są nakłaniane, podstępnie prowokowane, a nawet zmuszane do wyjawienia swych skrzętnie skrywanych sekretów. Poprzez zasłonę fałszu i pozorów wszystkie cztery igrają z prawdą, doznając przy tym zdrady, ambicji, samotności, bólu oraz gniewu. Jednak to właśnie zakłamanie może stanowić źródło ich najboleśniejszego doświadczenia.

## Odniesienia
W języku angielskim four of a kind oznacza w pokerze układ, w którym spośród pięciu kart cztery są o tej samej wartości, czyli karetę.

## Obsada
- Leverne McDonnell jako DI Gina Sturrock
- Gail Watson jako Dr Glenda Hartley
- Nina Landis jako Susan Riley
- Louise Siversen jako Anne Carson

## Produkcja
Zdjęcia nakręcono w Australii (w Melbourne).

## Odsyłacze zewnętrzne
- Four of a Kind w bazie IMDb (ang.)
- prime video – Four of a Kind (pol.)
- 20/20 Filmsight – Four of a Kind review by David O'Connell (ang.)
- The Age – Four means of subterfuge. Reviewer Philippa Hawker (ang.)
- UrbanCinephile – Four of a Kind review by Louise Keller (ang.)
- SBS – Playing the hand they're dealt by Kylie Boltin (ang.)